# سايمور تشاتمان
سايمور تشاتمان (بالإنجليزية: Seymour Chatman)‏ هو صحفي ومؤلف وناقد سينمائي وكاتب أمريكي، ولد في 30 أغسطس 1928، وتوفي في 4 نوفمبر 2015 في بيركيلي في الولايات المتحدة.